# 幽靈島

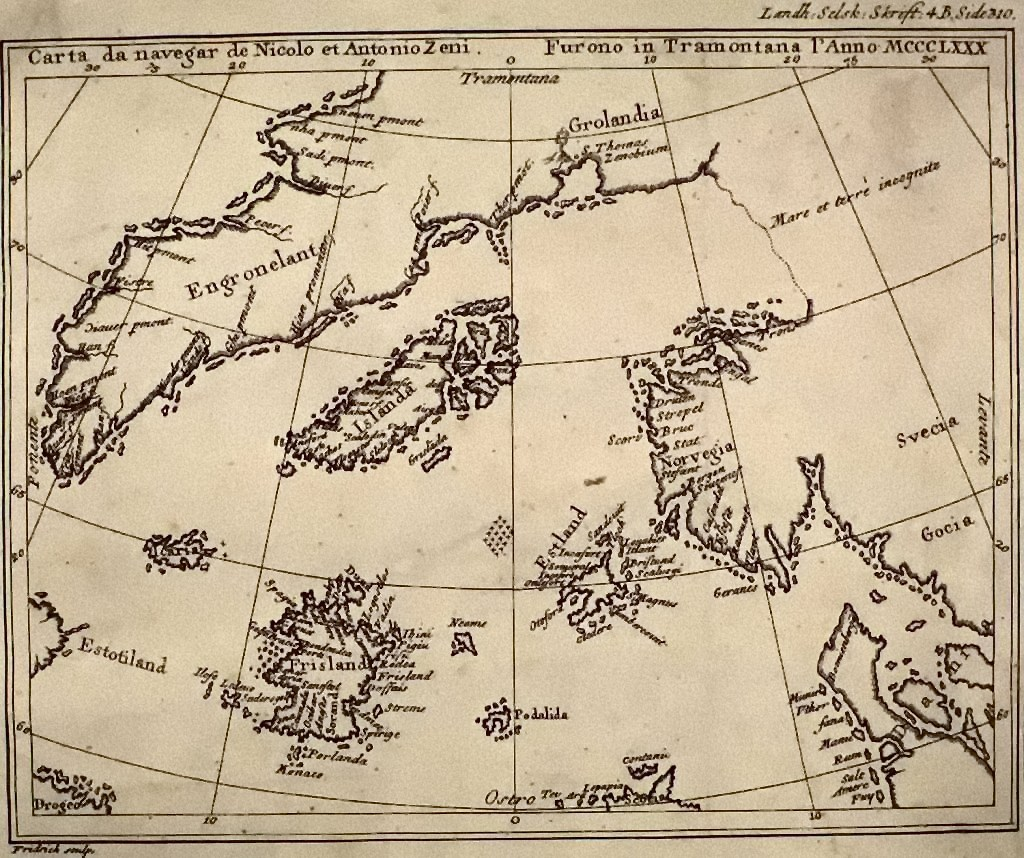
1558年芝諾地圖上標出在北大西洋上的幽靈島--菲士蘭島

幽靈島，是在信史時期間曾經被標註在地圖中，但其後人們發現其不存在，而從地圖中刪除的島嶼。與之相對的概念是失落島嶼，即曾經存在於傳說或史前時代中，但現今並不存在的島嶼。而消失島嶼，則被認為是因地殼變動而消失的島嶼。

## 概述
幽靈島的出現，多半是由於早期水手航行於未知海域上，所標註於地圖上的位置錯誤，或是地理測量誤差所產生。例如，佩皮斯島的出現，是由於福克蘭群島標註於地圖上的位置，產生了430公里的誤差所導致。而下加利福尼亞半島也曾被認為是個島嶼，當時被稱為加利福尼亞島，後來經過探查確認，是與美洲大陸相連的半島。圖勒則是四世紀的希臘探險家畢提亞斯所提及，但現在被認為可能是昔德蘭群島、冰島或斯堪地那維亞半島，甚至不存在。
其他幽靈島則可能是冰山、濃霧或是海市蜃樓所引起的眼睛錯覺。位於南極威德爾海的新南格陵蘭島則是這一類的代表，當地多冰山，很有可能誤認為島嶼。首次發現新南格陵蘭島是在1823年，但這之後卻沒有再確認到。
而部份地圖則是故意加上虛構島嶼，用以顯示其為特定製圖商的出品，維護著作權（參見街道陷阱）。蘇必略湖中的菲利波和蓬恰特雷恩岛是此類型島嶼。
另外，其他幽靈島則可能是因自然天災沉入海中而消失。

## 幽靈島列表
以下為歷史出現過的幽靈島：
- 新南格陵蘭島
- 奧羅拉群島
- 佩皮斯島（英语：Pepys Island）
- 玛丽亚·特里萨礁
- 埃内斯特·勒古韦礁
- 珊迪島
- 图勒
- 安提利亞

## 延伸閱讀
- Gaddis, Vincent. Invisible Horizons, Chilton Books. New York. 1965.